# Голубеобразные
Го́лубеобра́зные (Columbiformes Latham, 1790; устаревшее научное название отряда — лат. Columbinae) — отряд новонёбных птиц, охватывающий по разным классификациям одно или несколько семейств. Общий склад тела по типу повсеместно распространённого сизого и домашнего голубя. Распространены всюду, но большинство приходится на Австралийскую область. Живут, образуя постоянные пары, питаются семенами, плодами, а некоторые и животной пищей. Всего до 360 видов. Тип развития — птенцовый.

## Общая характеристика
Голова небольшая, шея короткая, клюв прямой, при основании покрытый восковицей, ноздри прикрыты крышечками. Пальцы коротких ног прикреплены на одной высоте; крылья довольно длинны и заострены, с 10 большими и 11—15 малыми маховыми перьями; хвост из 12 (реже 14 или 16) перьев.
Питаются семенами, тропические виды — плодами, но едят и животную пищу. Летают очень хорошо, в умеренных странах перелётны. Живут парами, строят простые гнёзда и кладут обыкновенно два яйца по два или более раз в год. Стенки сильно развитого зоба выделяют похожее на творог вещество, которым голуби кормят птенцов в первое время по выходе из яйца. Голуби водятся во всех зоогеографических областях; больше всего их в Австралийской области. Число видов голубей около 360, соединявшихся ранее в несколько семейств.

## Классификация и описание

### Ранняя систематика
В ранних классификациях, помимо основного семейства голубиных (Columbidae) выделяются также следующие четыре подсемейства, представители которых водятся в тропических странах:
- Зубчатоклювые голуби (Didunculidae)[2], с единственным родом и видом Didunculus strigirostris[≡], отличаются высоким, на конце крючковатым клювом с сильными зубцами с каждой стороны верхней челюсти. Цвет чёрно-зелёный с бурым и с зелёными пятнами; длина равна 33 см; водится на островах Самоа[1]. В современной классификации отнесён в подсемейство Didunculinae семейства голубиных.
- Семейство плащеносных (Calloenidae)[2], с единственным видом Caloenas nicobarica, гривистым (никобарским) голубем[≡], отличается длинным и сильным клювом, шаровидным бугром на восковице, высокими ногами и гривой из узких перьев на затылке и шее; цвет зелёный с различными оттенками; длина тела равняется 36 см; водится на островах Никобарских до Новой Гвинеи и Филиппинских[1]. В современной классификации отнесён к семейству голубиных.
- Семейство Treronidae (ранее также известно как Carpophagidae[2]) — плодоядные, или зелёные, голуби с более твёрдым, толстым и коротким клювом, 14 рулевыми перьями, короткой оперённой плюсной и толстыми пальцами. Сюда принадлежит около 150 видов в основном зелёного цвета. Водятся в Австралии, Индии и Африке. Желтобрюхий зелёный голубь (Treron waalia; ранее — абиссинский голубь (Phalacrotreron abyssinica))[≡], сверху оливково-зелёного, снизу жёлтого цвета, длиной 31 см[1]. В современной классификации вынесено в подсемейство Treroninae семейства голубиных.
- Семейство Gouridae — венценосные (веерные) голуби — отличается веерообразным хохлом на голове, высокой плюсной и 16 рулевыми перьями; сюда принадлежат три вида, водящиеся в Новой Гвинее и на соседних островах. Это самые крупные из голубей; живут преимущественно на земле. Венценосный голубь (Goura cristata; ранее — Goura s. Megapelia coronata)[≡] аспидно-голубого цвета с красноватым; длиной 75 см[1]. В современной классификации отнесено в подсемейство Gourinae семейства голубиных.

### Современная систематика
Современная классификация выделяет только одно семейство Голубиные (Columbidae) — собственно голуби, со слабым клювом средней величины, короткими ногами и 12 рулевыми перьями. К нему относят 352 вида, входящих в 50 родов. Больше всего видов в подсемействе настоящих голубей (Columbinae). Самый крупный род этого подсемейства — голуби (Columba), с 51 видом, в том числе 2—3 недавно вымерших.
† Дронтовые, или Dodo (Dididae), — полностью вымершее семейство крупных нелетающих птиц. Существовали два в настоящее время совершенно истреблённых вида в двух монотипных родах. Обитали на островах Маврикий, Реюньон и Родригес. В 1507 году мореплаватель Педро Маскаренс, родом из Португалии, открыл в Индийском океане группу достаточно крупных необитаемых островов (впоследствии этот архипелаг был назван его именем). На этих островах останавливались мореплаватели, торговцы. Их основной пищей были большие черепахи и дронты. Поселенцы из Голландии завезли на Маскаренские острова свиней, кошек и собак. Они так же уничтожали яйца птенцов и вскоре уничтожили всех. К 70-м годам XVIII века всё, что осталось от дронтов, это несколько скелетов в музеях и изображения на картинах голландских художников.
Европейские голуби
В Европе в настоящее время обитает пять видов голубиных, входящих в рода голубей (Columba) и горлиц (Streptopelia):
- Сизый голубь (обыкновенный, или полевой; Columba livia), родоначальник домашнего голубя[2][≡], длиной 34 см, сверху пепельно-голубого, снизу сизого цвета, на крыльях чёрные полоски, рулевые перья с чёрными концами; избегает деревьев и гнездится на скалах или развалинах, водится в Европе. Путём тщательного подбора получено множество чрезвычайно разнообразных пород домашних голубей, резко отличающихся по величине, оперению, форме тела и т. д. Кроме мяса, голуби полезны человеку и в качестве почтовых голубей[1].
- Вяхирь, или витютень[2] (Columba palumbus; ранее — Palumbus torquatus)[≡], длиной 43 см, цвет голубо-серый с красновато-серой головой и грудью, белыми пятнами и металлическим отливом на шее; живёт в лесах от Скандинавии до средней части Гималайских гор; на севере перелётная, на юге — оседлая птица; гнездится на ветвях[1].
- Голубь клинтух (Columba oenas) меньше вяхиря (31—32 см), сизого цвета, зоб винно-красный, шея с металлическим блеском, ареал приблизительно тот же, гнездится в дуплах[1].
- Обыкновенная горлица (Streptopelia turtur; ранее — Turtur auritus[2])[≡] из-за веса примерно 300 г в России считается самым мелким голубем. Длиной 30 см, ржаво-буро-серого цвета с чёрными и серыми пятнами, снизу красновато-серого. Гнёзда вьёт не высоко, на кустах и деревьях. Водится в большей части Европы и Азии, в Южной России[1].
- Кольчатая горлица (Streptopelia dicaocto) за последние 500 лет очень широко расселилась по большей части Евразии. Индия считается её первоначальной родиной. Кольчатые горлицы приблизительно 400 лет назад попали в Турцию, затем на Балканский полуостров. Распространились более чем на 1,6 тыс. км — от Балкан до Северного моря меньше чем за 25 лет. В 1954 году были замечаны в Норвегии, через год — в Англии. Сейчас кольчатые горлицы заселили 2 млн км2 Европы, пробравшись вглубь на 2 тыс. км. В 1941 году этих птиц заметили в бывшем СССР, в городе Кушке, а в Москве спустя 33 года. Продвигаясь на юг распространились до Бирмы, Шри-Ланки и Африки; на восток: Восточный Китай, Корея, Япония, Россия — в низовьях Амура[4].

Некоторые виды голубей других континентов
Голуби тропических широт очень разнообразны. Их окраски и формы передаются в названиях многих из них: африканский зелёный голубь, хохлатый бронзовокрылый голубь, кровавогрудый голубь, желтогрудый пёстрый голубь, гривистый голубь, пёстрый голубь, венценосный голубь.
- Голубь Виктория (Coura coronata) имеет красивый гребень, который состоит из распушённых перьев с маленькими треугольниками на кончиках. Живёт голубь Виктория в лесу, вьёт гнездо и ночует на деревьях, но основную часть дня проводит на земле, питаясь опавшими плодами[4].
- Венценосный голубь (Goura victoria) — один из самых красивых тропических голубей. Такое название птицы получили из-за вееровидного хохла на голове. Обитают в Новой Гвинее и на близлежащих островах. Максимальная длина — 75 см[4].
- Странствующий голубь (или перелётный; Ectopistes migratorius)[≡], длиной 42 см, сверху аспидно-голубого, снизу красноватого цвета, водился в Северной Америке от Гудзонова залива до Мексиканского и от Скалистых гор до Атлантического океана; перелетая с места на место, странствовал громадными стаями[2], иногда до миллиона особей, причём совершенно опустошал места своих остановок, нанося ощутимый вред сельскому хозяйству США. В громадном количестве убивался жителями[1], и к началу XX века полностью истреблён.
- Хохлатый голубь (Ocyphaps lophotes)[≡], с острым хохлом, длиной 35 см, оливково-бурого цвета сверху, серого снизу, с красными боками шеи и бронзово-зелёными кроющими перьями крыльев; водится в Австралии[1].

## Генетика
Молекулярная генетика
- Депонированные нуклеотидные последовательности в базе данных EntrezNucleotide, GenBank, NCBI, США: 58 415 (по состоянию на 13 марта 2015).
- Депонированные последовательности белков в базе данных EntrezProtein, GenBank, NCBI, США: 35 214 (по состоянию на 13 марта 2015).

Бо́льшая часть депонированных последовательностей принадлежит сизому голубю (Columba livia) — генетически наиболее изученному представителю отряда.
Геномика
В 2013 году было выполнено секвенирование полной геномной последовательности представителя голубеобразных — сизого голубя (с использованием особи одной из домашних пород в качестве источника геномной ДНК). Благодаря достаточно хорошему качеству сборки генома C. livia, вид имеет важное значение в сравнительной геномике для выяснения эволюции птичьих геномов.